# بیمارستان امام موسی کاظم (حاجی‌آباد)
بیمارستان امام موسی کاظم بیمارستانی است درمانی واقع در شهر حاجی‌آباد، استان فارس وابسته به دانشگاه علوم پزشکی شیراز با ظرفیت ۴۲ تخت فعال که در سال ۱۳۸۹ شمسی تأسیس گردید.
بخش‌های بستری موجود در این بیمارستان عبارتند از: اطفال، زنان، داخلی، جراحی عمومی، زایشگاه، CCU، اورژانس بستری و MM